# Zahulíme, uvidíme 2
Zahulíme, uvidíme 2 je americká komedie vydaná v roce 2008 režisérskou dvojicí Jonem Hurwitzem a Haydenem Schlossbergem, kteří k filmu napsali také scénář a produkovali ho. Příběh sleduje Harolda Leeho (John Cho) a Kumara Patela (Kal Penn), kteří se vracejí a tentokrát míří do Amsterdamu, kde je snadno k mání marihuana.

## Děj
Harold a Kumar jsou zpátky, ještě vyhulenější a vymaštěnější než bývali. Před čtyřmi lety se vydali za hamburgery, dneska si to namířili přímo do Amsterdamu. Se snadným cílem a stejným průběhem: spousta alkoholu, lehkých drog a sbírka podivných postav, o kterých se vám většinou jenom zdá - na cestě za poznáním.
Bohužel, problémy začínají už v letadle, kde si jedna pasažérka splete Kumara s nebezpečným teroristou. Oba hrdiny pošlou šupem do vězení na Guantanamu, odkud se jim podaří utéct, a vrací se i starý známý (Neil Patrick Harris), který hraje sám sebe, takže o zábavu je postaráno.

## Obsazení
| John Cho            | Harold Lee     |
| Kal Penn            | Kumar Patel    |
| Rob Corddry         | Ron Fox        |
| Jack Conley         | zástupce Frye  |
| Roger Bart          | Dr. Beecher    |
| Neil Patrick Harris | sám sebe       |
| Danneel Harris      | Vanessa        |
| Eric Winter         | Colton         |
| Paula Garcés        | Maria          |
| Jon Reep            | Raymus         |
| Missi Pyle          | Raylene        |
| Mark Munoz          | Cyrus          |
| James Adomian       | George W. Bush |
| Beverly D'Angelo    | Sally          |
| Echo Valley         | Tits Hemingway |
| Ava Santana         | Tammi          |
| Chantel Silvain     | Trisha         |
| Courtney Shay Young | Sparkle        |
| Crystal Mantecon    | Venus          |
| Katheryn Rice       | Agnes          |
| Christopher Meloni  | průvodce       |
| Todd Voltz          | Travis         |
| Richard Christy     | Kenny          |
| David Krumholtz     | Goldstein      |
| Eddie Kaye Thomas   | Rosenberg      |

## Zajímavosti
- Neil Patrick Harris se v roce 2006 veřejně přiznal k homosexualitě. V tomto filmu z roku 2008 hraje sám sebe, avšak vystupuje jako heterosexuál .
- Neil Patrick Harris na filmu "pracoval" čtyři dny.
- Film byl původně určen jen pro videa, až později se rozhodlo o uvedení do kin.
- Kumarova matematicko-lyrická báseň byla napsána spolužákem autorů scénáře Jona Hurwitze a Haydena Schlossberga v době, kdy všichni tři chodili na střední školu v New Jersey .
- Asistent produkce Carol Trevino zahynul při autonehodě, když pracoval na tomto projektu.
- Z celkové délky filmu 103 minut strávil Harold a Kumar v Guantanamu jen asi 5 minut.

## Soundtrack
Oficiální soundtrack k filmu byl pod názvem Harold & Kumar Escape from Guantanamo Bay: Original Soundtrack vydán 15. dubna 2008. Obsahuje 13 písní, které zazněly ve filmu.

### Seznam skladeb
1. "Ooh Wee" (Remix) - (Mark Ronson feat. Nate Dogg, Ghostface Killah, Trife a Saigon)
2. "My Dick" - (Mickey Avalon)
3. "Cappuccino" - (The Knux)
4. "Check Yo Self" - The Message Remix - (Ice Cube)
5. "My Stoney Baby" - (311)
6. "Chinese Baby" - (Viva La Union)*
7. "Nothin' but a Good Time" - (Poison)
8. "Pussy (Real Good)" - (Jacki-O)
9. "It's So Hard to Say Goodbye to Yesterday" - (Boyz II Men)
10. "In the Beginning" - (K'Naan)
11. "Gospel Weed Song" - (Bizarre)
12. "All That I Want" - (Curtis Murphy Syndicate)
13. "The Merkin Medley" - (George S. Clinton)
14. "I Love My Sex" - (Benny Benassi)

Písně, které zazněly ve filmu, ale nebyly vydány na oficiálním soundtracku:
1. "Whiplash" - (Metallica)
2. "Something About That Woman" - (Lakeside)
3. "I Love Ganja" - (Rastaman Ivan)
4. "Sippin' on Dat" - (Victor Rubio)
5. "The Donque Song" - (will.i.am feat. Snoop Dogg)
6. "Mr Shadowmaker" - (Jeff Cardoni)
7. "Fooled Around and Fell in Love" - (Elvin Bishop)
8. "Pussy ass bitch" - (Transcenders)
9. "Danger Zone" - (Kenny Loggins)
10. "Hey Joe" - ( Jimi Hendrix )
11. "Heaven Is a Place on Earth" - (Belinda Carlisle)
12. "I've Been Around Too Long" - (Marmalade (band))

(*) John Cho (Harold) je členem kapely Viva La Union a složil píseň "Chinese Baby".

## Pokračování

### Filmy ze série
- Zahulíme, uvidíme (2004)
- Zahulíme, uvidíme 3 (2011)

### Ostatní
- Harold & Kumar Go to Amsterdam - krátkometrážní film (2008)